# Dol pri Borovnici
Dol pri Borovnici (Duits: Thal bei Franzdorf) is een plaats in Slovenië en maakt deel uit van de gemeente Borovnica in de NUTS-3-regio Osrednjeslovenska. De plaats telde 517 inwoners op 1 januari 2020.

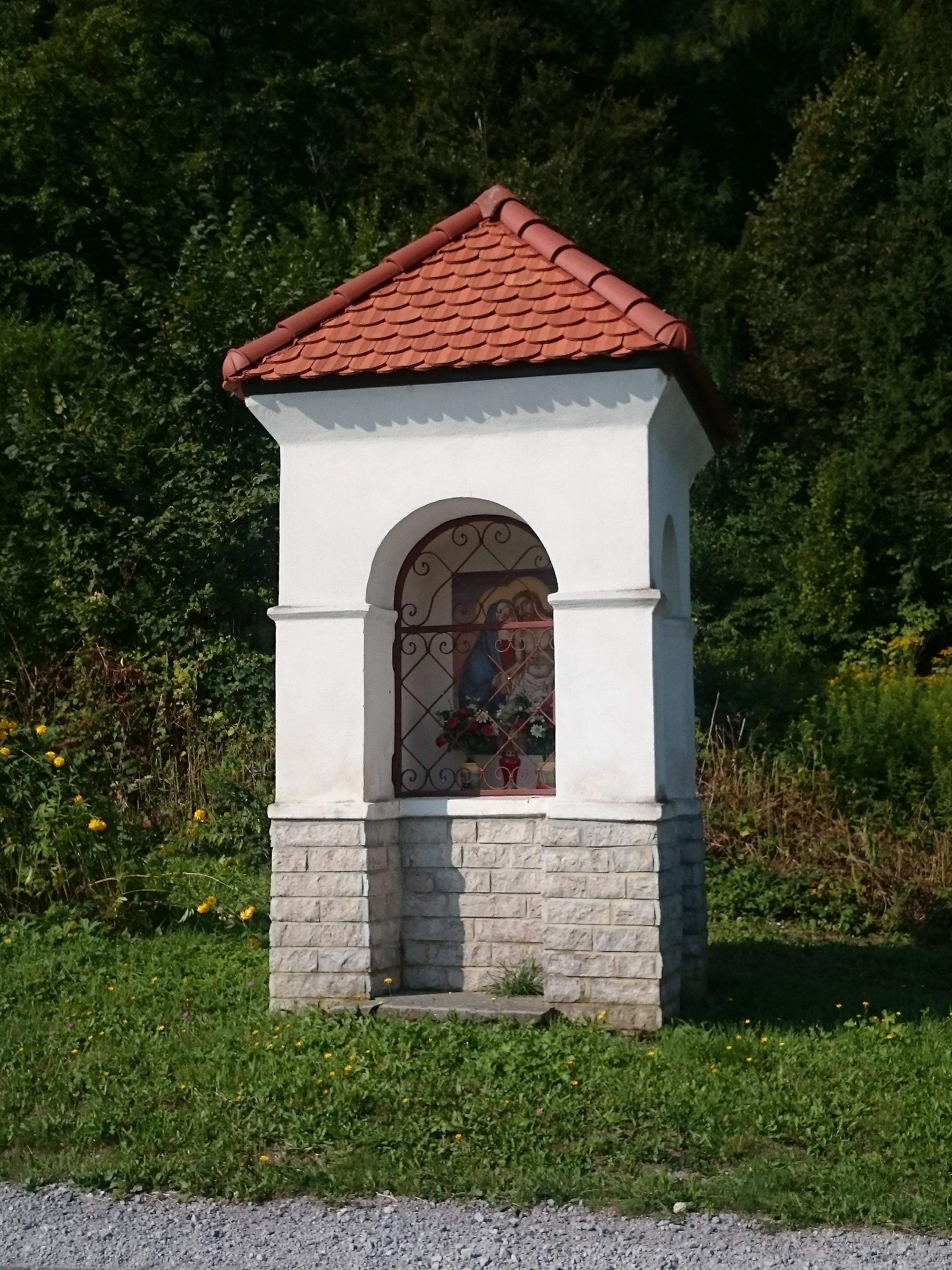
Kapelletje